# 市房ダム
市房ダム（いちふさダム）は、熊本県球磨郡水上村、一級河川・球磨川水系球磨川本流に建設されたダム。旧名は新橋ダム（しんばしダム）。高さ78.5メートルの重力式コンクリートダムで、洪水調節・不特定利水・発電を目的とする、建設省（現・国土交通省）が建設し、完成後熊本県営となった多目的ダムである。ダム湖（人造湖）の名は市房湖という。
本項では下流に位置する幸野ダム（こうのダム）についても触れる。

## 歴史
| 市房ダムの位置 （青線は球磨川本流を示す） | (1) 市房ダム・(2) 幸野ダムの位置 |

市房ダムは、球磨川の最上流域、支流の湯山川との合流点に位置する。その1.2キロメートル下流に幸野ダムがある。市房ダムの背後には霊峰として知られる市房山がそびえる。市房湖の周辺には1万本もの桜が植えられ、日本有数の規模の名所として知られる（日本さくら名所100選）。
戦後、1949年（昭和24年）のデラ台風・フェイ台風・ジュディス台風、1950年（昭和25年）のキジア台風は球磨川流域に大きな被害をもたらした。一方、沿岸の農業（灌漑）用水不足や電力不足は深刻で、治水・利水両面での開発が求められていた。市房ダムは熊本県による球磨川総合開発事業の中心事業として、建設省（現・国土交通省）直轄で建設が進められた。1949年（昭和24年）に調査を開始し、1953年（昭和28年）に工事着手。ダム本体工事には1957年（昭和32年）に着手し、1958年（昭和33年）8月から1960年（昭和35年）2月にかけてコンクリートを打設、同年3月に完成した。下流の幸野ダムも同年2月に竣工している。2ダムとも西松建設が施工を担当した。その後、1961年（昭和36年）5月16日に熊本県へと移管となった。2003年（平成15年）には湖水の水質改善を目的とした高さ約80メートルの噴水が設置されている。

## 目的
本事業の目的は、洪水調節、農業用水の確保、水力発電の3つである。
洪水調節
ダム地点における計画高水流量を1,300立方メートル毎秒とし、これを650立方メートル毎秒に半減する。これにより、下流の人吉地点における基本高水流量4,500立方メートル毎秒を4,000立方メートル毎秒に抑える。市房ダムには日本で初めて、自動水位維持装置・自動洪水調節装置を設置。製造した日立製作所によると、1964年（昭和39年）8月の台風14号の際、300立方メートル毎秒から600メートル毎秒の急な流入増に対し、放流量は400立方メートル毎秒までの増加に抑え、下流の安全を確保したという。
農業用水の確保
農業用水路の幸野溝、百太郎溝が流れる球磨川左岸3,578ヘクタールの農地に最大15.6立方メートル毎秒の水を供給する。灌漑面積の内訳は、水田2,572ヘクタール、畑地1,006ヘクタールである。
水力発電
熊本県企業局の市房第一発電所（最大15,100キロワット）・市房第二発電所（最大2,300キロワット）において年間平均約5,000万キロワット時の電力量を発生する。市房第一発電所の放流水は、幸野ダムにて逆調整を行う。

## 補償
本事業において132.6ヘクタールの用地取得が必要となり、208戸の家屋が移転した。水上村役場や小学校・中学校、水力発電所、漁業に対しても補償が行われた。
市房ダム建設に伴い廃止となった水力発電所に、九州電力・新橋発電所がある。1927年（昭和2年）、当時の球磨川電気によって発電を開始し（当初最大1,920キロワット、1932年に1,850キロワット）、九州電気・九州配電を経て九州電力が継承。1959年（昭和34年）5月に廃止された。

## 諸問題

2020年7月3日から4日にかけての雨雲の動き（下が球磨川流域）

市房ダム完成後の1965年（昭和40年）7月、当時の計画高水流量を超える洪水により、1,281戸の家屋が損壊ないし流失し、床上浸水も2,751戸に及んだ。この際、市房ダムで緊急放流が行われて被害が拡大したとする誤解が地域に広がり、市房ダムへの不信感が増大することとなった。
その後、1971年（昭和46年）8月、1982年（昭和57年）7月の洪水で市房ダムは満水近くまで貯水し、流入量のピーク後に放流量を増やして無調節とする操作を実施している。2020年（令和2年）7月の豪雨（令和2年7月豪雨）では事前に予備放流を実施しながらも、緊急放流寸前まで追い込まれた。
下流の人吉市では市房ダム建設以降、急な河川の増水が見られるようになったとして、洪水時のダム操作を疑問視する声が上がっているが、事業者はピーク時の流入量よりも放流量を抑えているため、被害を悪化させることはないとしており、特に被害の大きかった1965年7月の洪水時の要因は支流の川辺川からの流入が大きかったことによるものと説明している。
1965年7月の洪水を受け、基本高水のピーク流量が人吉で7,000立方メートル毎秒、萩原で9,000立方メートル毎秒へと引き上げられ、対策として流域内の施設で洪水調節を行い、人吉で4,000立方メートル毎秒、萩原で7,000立方メートル毎秒に抑える計画があったが、川辺川ダム建設事業は2009年（平成21年）9月に中止となった。また、2019年（令和元年）の台風19号（令和元年東日本台風）を機に策定された「既存ダムの洪⽔調節機能の強化に向けた基本⽅針」により、球磨川水系では2020年度の出水期から瀬戸石ダム、油谷ダム、内谷ダム、清願寺ダム、幸野ダムの5基の利水ダムが治水に協力することとなっていたが、2020年7月の豪雨時は突発的なものであったとして、各利水ダムでは事前放流を実施しなかった。過去には市房ダムのかさ上げや放流設備の増設といったダム再開発事業や、人吉盆地を迂回もしくは川辺川上流から球磨川下流へと洪水を流す放水路の建設が検討されたが、効果や費用面で多くの課題を残している。

## その他
なお、2020年7月豪雨当時、ダムの管理所長であった塚本貴光が克明に記録したメモが2021年の春、熊本県により歴史公文書として正式に認定された。

## 交通アクセス
公共交通機関
くま川鉄道湯前線・湯前駅から九州産交バス市房登山口ゆきに乗車し「ダムサイト」下車。
自家用自動車
九州自動車道人吉球磨スマートインターチェンジから30㎞。国道388号（左岸）・熊本県道142号上椎葉湯前線（右岸）沿い。

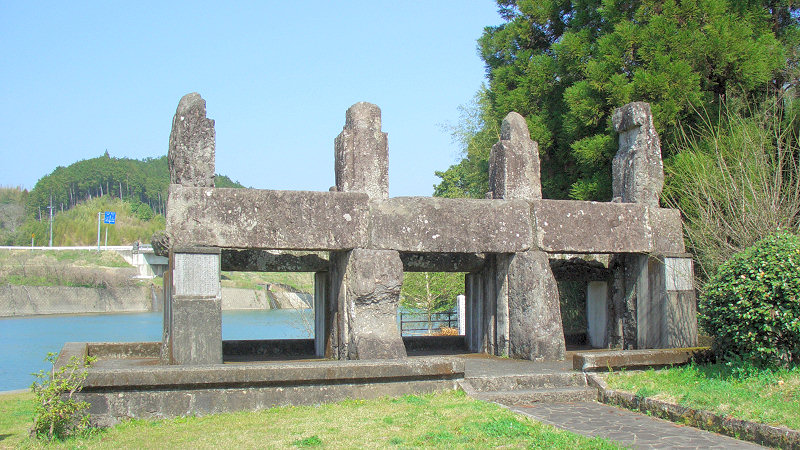
百太郎溝旧樋門
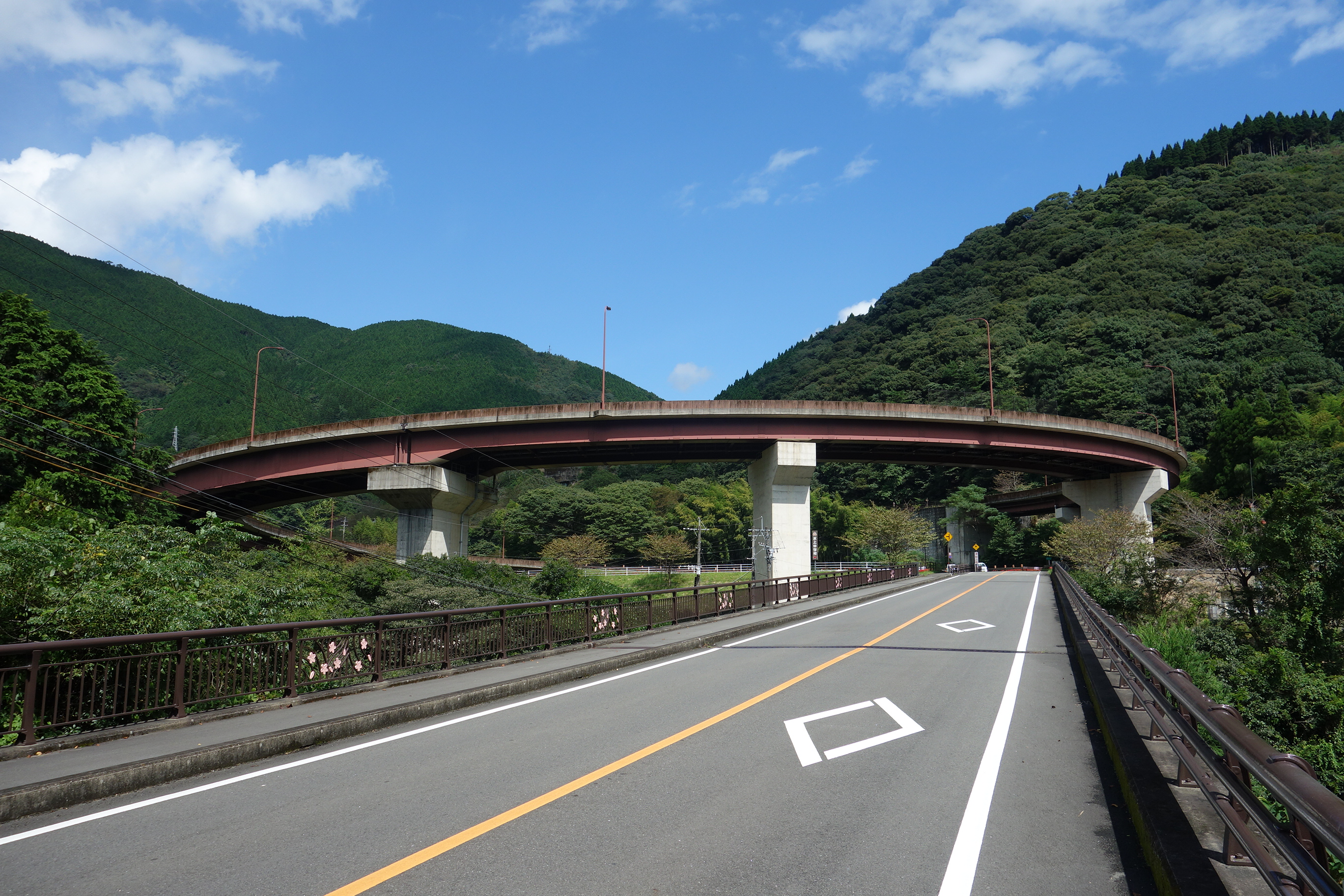
ダム下流の奥球磨ループ橋
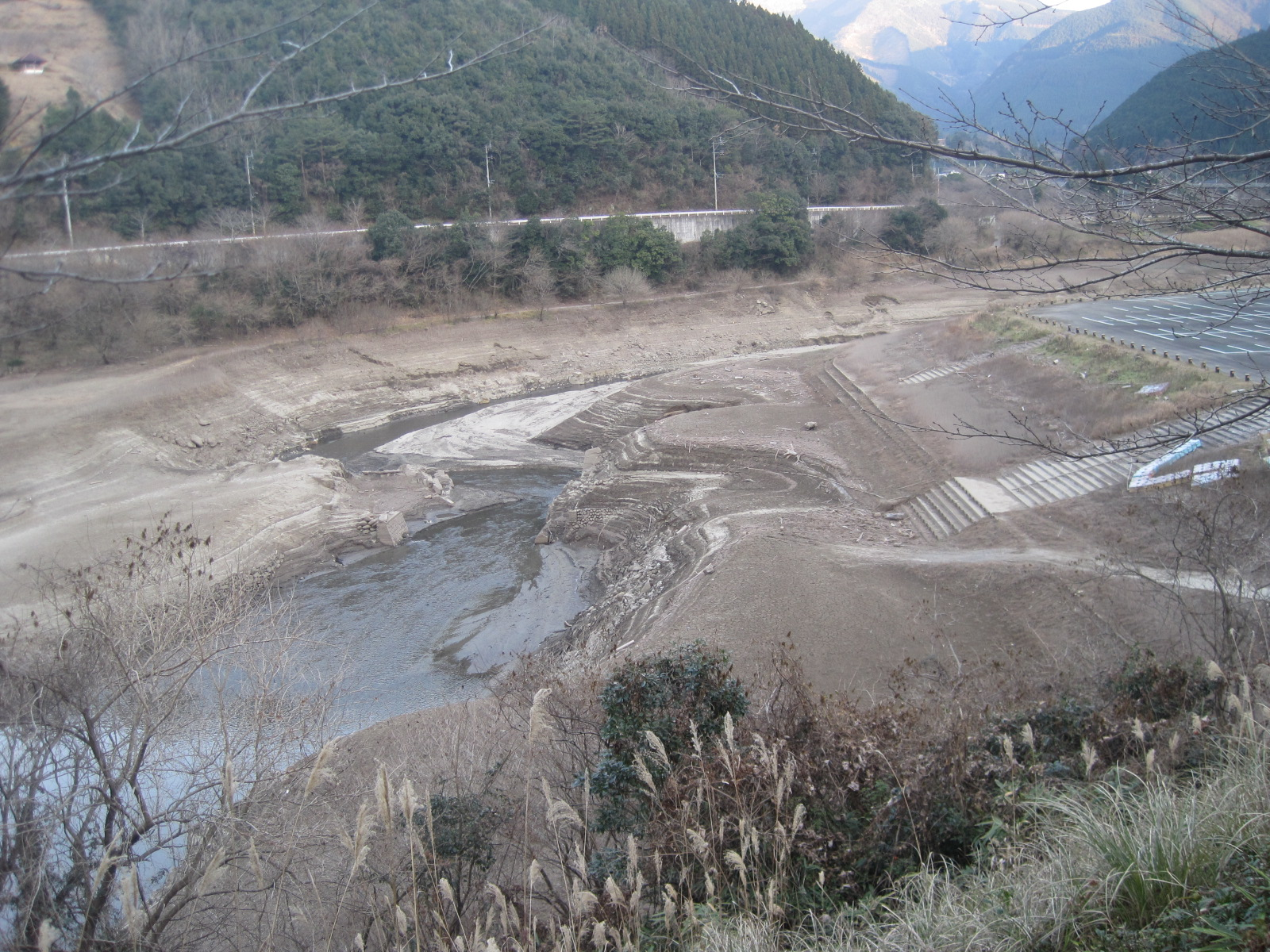
水位が低下し堆砂が露わになった市房湖（2012年1月）

## その他
- 市房ダムのダムカードは市房ダム管理所（熊本県球磨郡水上村岩野3-6）[22]、幸野ダムのダムカードは幸野ダム見張所（熊本県球磨郡湯前町焼尾5051）にて配布している[23]。
- バスフィッシングも可能ではあるが、ごく少数の釣り人しか訪れない「中上級者向けのフィールド」となっている[24]。
- アニメ『夏目友人帳』では1期6話や6期6話に市房ダムが登場した[25]。

### 関連文献
- 五十年史編集委員会『五十年史』建設省九州地方建設局八代工事事務所、1988年。
- 中野修一、鈴木一夫「ディジタル水位テレメータ」『日立評論』第42巻第12号、日立製作所、1960年、28 - 31頁。
- 清水勝良、中野修一、笠間純也「ディジタル式水位自動制御装置」『日立評論』第43巻第11号、日立製作所、1961年、7 - 10頁。
- 副島健「市房ダムにおける主水門自動制御について」『建設の機械化』第127巻、日本建設機械化協会、1960年、21 - 24頁、NAID 40017730306。
- 武市英雄「建設省市房ダム向三菱横浜2段式門扉」『三菱日本重工技報』第1巻第1号、三菱日本重工業、1960年、75 - 78頁、NAID 40018531160。